# 2015 GW55
2015 GW55 est un objet transneptunien faisant partie des objets épars, il fait environ 200 km de diamètre.